# Pont-sur-Sambre
Pont-sur-Sambre é uma comuna francesa na região administrativa de Altos da França, no departamento do Norte. Estende-se por uma área de 11.33 km². Em 2010 a comuna tinha 2 533 habitantes (densidade: 223,6 hab./km²).